# Waldemar Dąbrowski (mikrobiolog)
Waldemar Mirosław Dąbrowski – polski mikrobiolog, profesor nauk rolniczych.

## Życiorys
W 1966 r. ukończył studia biologiczne na Uniwersytecie Łodzkim, w 1972 r. obronił pracę doktorską, w 1993 r. habilitował się na podstawie pracy zatytułowanej Supresja makrofagów i limfocytów B w raku wysiękowym Ehrlicha. W 2002 r. uzyskał tytuł profesora nauk rolniczych.
Pracował w Zachodniopomorskim Uniwersytecie Technologicznym w Szczecinie i w Akademii Rolniczej w Szczecinie.
Był członkiem Komitetu Mikrobiologii PAN.